# Корестауць
Корестауць (рум. Corestăuţi) — село в Молдові в Окницькому районі. Знаходиться неподалік кордону з Україною. Адміністративний центр однойменної комуни, до складу якої також входить село Сталінешть. Основне населення села складають українці.
В селі зареєстровані підприємства Elixir SRL, Mirabo SRL та Moara-Corestăuţi SRL.
На південно-східній околиці села виявлений курган, висотою 2 м.Він відомий в селі під назвою Могила. В кургані на глибині 1 м було знайдено дерев'яний зруб та кістки черепа. В селі на городі Н.І. Кирницького знайдено другий курган, висотою 0,5 м. Насип був значно розрушений земляними роботами, через неї також проходить дорога. Три кургани висотою близько 1 м розташовані на заході села, в урочищі Паланіда, праворуч від шосе Окниця-Бричани. Насипи розорані. Курган висотою близько 1 м був знайдений на захід від села, в урочищі Гумарія, ліворуч від шосе Окниця-Бричани. Насип була сильно розрівнена.
Більшість населення - українці. Згідно даних перепису населення 2004 року - 763 особи (67%).